# Winner Take Nothing
Winner Take Nothing (1933) is een verzameling van korte verhalen van Ernest Hemingway. 
Deze derde en laatste collectie van Hemingways verhalen werd vier jaar na A Farewell to Arms (1929) door Scribner's gepubliceerd, en een jaar na zijn non-fictie boek over stierenvechten, Death in the Afternoon (1932). 
Het boek bevat de volgende verhalen:
- "After the Storm"
- "A Clean, Well-Lighted Place"
- "The Light of the World"
- "God Rest You Merry, Gentlemen"
- "The Sea Change"
- "A Way You'll Never Be"
- "The Mother of a Queen"
- "One Reader Writes"
- "Homage to Switzerland"
- "A Day's Wait"
- "A Natural History of the Dead"
- "Wine of Wyoming"
- "The Gambler, the Nun, and the Radio"
- "Fathers and Sons"

De heruitgave van 1977 bevat drie bijkomende verhalen:
- "The Short Happy Life of Francis Macomber"
- "The Capital of the World"
- "Old Man at the Bridge"